# Kuhrang (Verwaltungsbezirk)
Kuhrang (persisch شهرستان کوهرنگ, DMG Kūhrang) ist ein Schahrestan in der Provinz Tschahār Mahāl und Bachtiyāri im Iran. Er liegt westlich der Landeshauptstadt Teheran, im Nordwesten der Provinz. Die Hauptstadt des Kreises ist Tschelgerd. 

## Demografie
Bei der Volkszählung 2016 betrug die Einwohnerzahl des Kreises 41.535. Die Alphabetisierung lag bei 72,9 Prozent der Bevölkerung. Knapp 80 Prozent der Bevölkerung lebten in urbanen Regionen.
| Zensusjahr | Einwohnerzahl |
| ---------- | ------------- |
| 2011       | 35.915        |
| 2016       | 41.535        |